# Zhong Quan
Zhong Quan (xinès simplificat: 钟泉, pinyin: Zhōng Quán; Jilin, 1943) és un director de cinema i animador xinés.
Es llicencia a la Universitat de Jilin de les Arts el 1965, entrant a l'estudi de cinema de Changchun aquell mateix estiu. Treballaria en efectes especials, i seria director d'art de l'estudi, participant en unes vint produccions. El 1985 va ser el primer director de la divisió d'animació de l'estudi de Changchun, dirigint diverses produccions. La producció començà amb sis animadors recentment licenciats, com Wang Qiang i Wang Gang. Entre les pel·lícules dirigides per Zhong hi destaquen L'àguila, Niu yuan, Cixi zuo Huoche i Yanzhen, per la que obté diversos premis. Posteriorment ocuparia diversos càrrecs a institucions educatives.